# Hochspeyer
Hochspeyer település Németországban, Rajna-vidék-Pfalz tartományban. Lakosainak száma 4738 fő (2023. december 31.).

## Népesség
A település népességének változása:
| Lakosok száma | 4326 | 4560 | 4579 | 4686 | 4738 | 4738 |
|               | 1975 | 2017 | 2019 | 2021 | 2022 | 2023 |